# Paulo Guarnieri
Rogério Paulo Thompson Guarnieri (São Paulo, 4 de março de 1961) é um empresário e ator brasileiro. Em 1997 parou de atuar com frequência para abrir uma pousada, o Chalé Recanto da Praia, em Paraty.

## Biografia
É filho do ator Gianfrancesco Guarnieri, filho de italianos, e da jornalista Cecilia Thompson, de ascendência teuto-escocesa, e irmão de Flávio Guarnieri. Foi casado com a psicóloga Ana Cristina Costa Lima (1980-1986), com quem teve um filho, Francisco, e com Carmen Lúcia Ramos Guimarães (1987-1991), com quem teve uma filha, Carolina. Paulo é casado com a artista plástica Hérika Assis Ribeiro desde 1992, com quem teve dois filhos: Lucas e Camila.
Destacou-se como astro infantil. Aos doze anos estreou como ator, na novela Mulheres de Areia (1973), na TV Tupi, no papel de Tonho da Lua criança, interpretado por seu pai na fase adulta. Depois desse trabalho, fez várias novelas: Como Salvar Meu Casamento (1979), Plumas & Paetês (1980), Sétimo Sentido (1982), Pão Pão, Beijo Beijo (1983), Vereda Tropical (1984), Bebê a Bordo (1988), O Primo Basílio (1988), Rainha da Sucata (1990), Quatro por Quatro (1995), Perdidos de Amor (1996) e dois episódios do programa Você Decide, em 1994 e 2000. No programa Caso Verdade, Paulo apresentou o episódio Meu caso (1984), participou dos episódios Um Jardim para Dona Estela (1985) e Amanhã É Vida Nova (1986). Em 1986, participou do episódio O Sequestro de Lauro Corona do programa Tele Tema.  Em 2015, o ator  volta à televisão  na série Quero Ter Um Milhão de Amigos, exibida pelo canal Warner, contracenando com o filho Francisco Guarnieri.
Em 1977, estreou no cinema, em Parada 88 - O Limite de Alerta. Outros filmes dos quais participou foram Amor Bandido (1979), A Rainha do Rádio (1979), Amor de Perversão (1982), Fêmeas em Fuga (1985) e Johnny Love (1987). Em 2007, retorna ao cinema no filme Feliz Natal, dirigido por Selton Mello. Em 2015, Paulo encenou a peça Irmãos, irmãos… Negócios à parte ao lado do irmão Flávio Guarnieri.

## Carreira

### Televisão
| Ano  | Título                        | Personagem                  | Notas                                   |
| ---- | ----------------------------- | --------------------------- | --------------------------------------- |
| 2015 | Quero Ter Um Milhão de Amigos | Cadu                        | Participação especial                   |
| 1996 | Perdidos de Amor              | Valdemar Cruz               |                                         |
| 1996 | Você Decide                   | Mário (jovem)               | Episódio: "A Volta"                     |
| 1994 | Quatro por Quatro             | Átila Fontes                |                                         |
| 1994 | Você Decide                   | Gino Savazzi                | Episódio: "A Dívida"                    |
| 1990 | Rainha da Sucata              | Sérgio Saldanha             |                                         |
| 1988 | O Primo Basílio               | Fernando                    |                                         |
| 1988 | Bebê a Bordo                  | Nicolau Petraglia (Nico)    |                                         |
| 1986 | Memórias de um Gigolô         | Marino                      |                                         |
| 1986 | Cambalacho                    | Sacristão                   | Participação especial                   |
| 1986 | Caso Verdade                  |                             | Episódio: "Amanhã É Vida Nova"          |
| 1986 | Tele Tema                     |                             | Episódio: "O Sequestro de Lauro Corona" |
| 1985 | Caso Verdade                  |                             | Episódio: "Um Jardim para Dona Estela"  |
| 1984 | Vereda Tropical               | Francesco Travatti (Cesco)  |                                         |
| 1984 | Caso Verdade                  |                             | Episódio: "Meu Caso"                    |
| 1983 | Pão Pão, Beijo Beijo          | Daniel (Gasparzinho)        |                                         |
| 1982 | Sétimo Sentido                | Tony Rivoredo               |                                         |
| 1980 | Plumas e Paetês               | Jorge Luís Menotti Coutinho |                                         |
| 1979 | Como Salvar Meu Casamento     | Ricardo                     |                                         |
| 1973 | Mulheres de Areia             | Tonho da Lua (criança)      |                                         |

### Cinema
| Ano  | Título                                          | Personagem | Notas          |
| ---- | ----------------------------------------------- | ---------- | -------------- |
| 2011 | Carol                                           | Paulo      | Curta-metragem |
| 2008 | Feliz Natal                                     | Theo       |                |
| 2005 | Eu Sei o que Vocês Fizeram na Primavera Passada |            |                |
| 1987 | Johnny Love                                     | Macedinho  |                |
| 1985 | Fêmeas em Fuga                                  | Sérgio     |                |
| 1982 | Amor de Perversão                               | Ronaldo    |                |
| 1979 | Amor Bandido                                    | Toninho    |                |
| 1979 | A Rainha do Rádio                               | Ricardo    |                |
| 1977 | Parada 88 - O Limite de Alerta                  | Menino     |                |

## Obras
Como dramaturgo, escreveu a peça O Mistério de Gioconda em 2004, estrelada por seu irmão Flávio Guarnieri.